# Luca Curatoli
Luca Curatoli, född 25 juli 1994 i Neapel, är en italiensk fäktare som tävlar i sabel.

## Karriär
Vid EM 2015 i Montreux tog Curatoli silver tillsammans med Enrico Berrè, Aldo Montano och Diego Occhiuzzi i lagtävlingen i sabel efter en finalförlust mot Tyskland. Vid VM 2015 i Moskva tog de guld tillsammans i lagtävlingen i sabel efter att ha besegrat Ryssland i finalen. Vid EM 2016 i Toruń tog Curatoli sitt andra EM-silver tillsammans med Enrico Berrè, Diego Occhiuzzi och Luigi Samele i lagtävlingen i sabel efter en finalförlust mot Ryssland.
Vid EM 2017 i Tbilisi tog Curatoli brons individuellt och silver i lagtävlingen i sabel tillsammans med Luigi Samele, Aldo Montano och Enrico Berrè. Vid VM 2017 i Leipzig tog han brons tillsammans med Enrico Berrè, Dario Cavaliere och Luigi Samele i lagtävlingen i sabel. Vid EM 2018 i Novi Sad tog Curatoli silver tillsammans med Enrico Berrè, Aldo Montano och Luigi Samele i lagtävlingen i sabel efter en finalförlust mot Ungern. Vid VM 2018 i Wuxi tog de återigen silver tillsammans i lagtävlingen i sabel. Vid EM 2019 i Düsseldorf tog de brons tillsammans i lagtävlingen i sabel. Vid VM 2019 i Budapest tog Curatoli både brons individuellt samt i lagtävlingen i sabel.
Vid olympiska sommarspelen 2020 i Tokyo, som arrangerades 2021, tog Curatoli silver tillsammans med Luigi Samele, Enrico Berrè och Aldo Montano i lagtävlingen i sabel. Individuellt blev han utslagen i sextondelsfinalen i sabel av rumänske Iulian Teodosiu. Vid EM 2022 i Antalya tog Curatoli  silver i sabel efter en finalförlust mot georgiske Sandro Bazadze. Vid VM 2022 i Kairo tog han brons tillsammans med Michele Gallo, Luigi Samele och Pietro Torre i lagtävlingen i sabel.
Vid europeiska spelen 2023 i Kraków tog Curatoli silver tillsammans med Michele Gallo, Matteo Neri och Luigi Samele i lagtävlingen i sabel. Vid EM 2024 i Basel tog han silver individuellt i sabel efter en finalförlust mot landsmannen Michele Gallo. Vid olympiska sommarspelen 2024 i Paris blev Curatoli utslagen i åttondelsfinalen i sabel av landsmannen Luigi Samele. I lagtävlingen i sabel slutade han på femte plats tillsammans med Luigi Samele, Michele Gallo och Pietro Torre.
Vid EM 2025 i Genua tog Curatoli silver tillsammans med Michele Gallo, Matteo Neri och Pietro Torre i lagtävlingen i sabel efter en finalförlust mot Ungern. Vid VM 2025 i Tbilisi tog han brons individuellt i sabel efter att ha förlorat mot franske Jean-Philippe Patrice i semifinalen. Curatoli tog även guld i lagtävlingen i sabel tillsammans med Michele Gallo, Matteo Neri och Pietro Torre efter att de besegrat Ungern i finalen.